# Награда Доситејево перо
Награда Доситејево перо је књижевна награда у области књижевности за децу коју додељује жири састављен од више стотина ученика основних школа. Додељује се у две категорије: најбоља књига за децу млађег узраста и најбоља књига за децу старијег узраста. Награду су 1997. године покренули градски Секретаријат за културу, Библиотека „Доситеј Обрадовић” и Пријатељи деце Вождовца, Земуна и Врачара, а на иницијативу књижевника Божидара Пешева. Додељује се прве недеље у октобру, у оквир у Дечје недеље, у Библиотеци града Београда. На овај начин деца користе право које имају по конвенцији УН о правима детета да изразе своје мишљење и суд у име својих вршњака о ономе што је за њих написано.

## Жири
Награда „Доситејево перо” сматра се престижном у области књижевности за децу и имапосебан статус, који сведочи о реалној слици продукције и најбољих дела по мишљењу читалаца којима су књиге намењене. Жири је састављен од ученика београдских основних школа, који имају задатак да прочитају и оцене номиноване књиге објављене у претходној години. Ову престижну награду више пута су за своја дела освојили Јасминка Петровић, Градимир Стојковић, Слободан Станишић, Урош Петровић, Силвија Оташевић и Весна Видојевић Гајовић.

## Досадашњи добитници
- 1997 — За децу млађег узраста: Надежда Милошевић — Вртић пингвина
- 1997 — За децу старијег узраста: Градимир Стојковић — Све моје глупости
- 1998 — За децу млађег узраста: Весна Алексић — Ја се зовем Јелена Шуман
- 1998 — За децу старијег узраста: Градимир Стојковић — Копао сам дубок зденац
- 1999 — За децу млађег узраста: Владимир Личина — Како су се срели мама и тата
- 1999 — За децу старијег узраста: Градимир Стојковић — Хајдук на Дунаву
- 2000 — За децу млађег узраста: Тиодор Росић — Орлово гнездо
- 2000 — За децу старијег узраста: Слободан Станишић — Лучка капетанија
- 2001 — За децу млађег узраста: Весна Видојевић Гајовић — Пуженко и његова кућица
- 2001 — За децу старијег узраста: Гордана Малетић — На обали реке Бронко
- 2002 — За децу млађег узраста: Слободан Станишић — Цвонки
- 2002 — За децу старијег узраста: Градимир Стојковић — Хајдук у четири слике
- 2003 — За децу млађег узраста: Весна Видојевић Гајовић — Кецеља на беле туфне
- 2003 — За децу старијег узраста: Градимир Стојковић — Хајдук из Београда
- 2004 — За децу млађег узраста: Бранко Живковић — На дар животињском царству
- 2004 — За децу старијег узраста: Гордана Малетић — Крађа винчанске фигурице
- 2005 — За децу млађег узраста: Душан Карановић — Анђели певају
- 2005 — За децу старијег узраста: Симеон Маринковић — Приче о Светом Сави
- 2006 — За децу млађег узраста: Силвија Оташевић — Плуркини мускетари
- 2006 — За децу старијег узраста: Јасминка Петровић — Ово је најстрашнији дан у мом животу
- 2007 — За децу млађег узраста: Петар Марш — Чика Пеца — Срећна Нова година
- 2007 — За децу старијег узраста: Урош Петровић — Загонетне приче — Књига трећа[5]
- 2008 — За децу млађег узраста: Благоје Рогач — Препредени мачак Преле
- 2008 — За децу старијег узраста Владислава Војновић — Принц од папира и Јасминка Петровић — 35 калорија без шећера
- 2009 — За децу млађег узраста: Маролт Доминик — Причице о Србима
- 2009 — За децу старијег узраста: Ирина Дамњановић и Вера Батановић Лаловић — Београд престоница деспота Стефана (књига)
- 2010 — За децу млађег узраста: Маја Енис — Квиз — Чаробно путовање
- 2010 — За децу старијег узраста: Роберт Такарич — Шест и по најгорих мувања од постанка света
- 2011 — За децу млађег узраста: Бранко Стевановић — Авантуре Краљевића Марка
- 2011 — За децу старијег узраста: Урош Петровић — Мрачне тајне Гинкове улице — Роман у загонеткама
- 2013 — За децу млађег узраста: Јасминка Петровић — Од читања се расте[6]
- 2012 — За децу старијег узраста: Урош Петровић — Загонетне приче — Књига пета
- 2015 — За децу млађег узраста: Филип Младеновић — Мајстор за љуљашке, клацкалице, тобогане и...[7]
- 2015 — За децу старијег узраста: Душан Пејчић — Мушки дневник (роман)[7]
- 2016 — За децу млађег узраста: Бранко Милорадовић— Београдска мумија (роман)
- 2016 — За децу старијег узраста: Јасминка Петровић — Лето када сам научила да летим
- 2017 — За децу млађег узраста: Слободан Станишић — Хајдук Вељко, јунак вредан целе војске[1]
- 2017 — За децу старијег узраста: Силвија Оташевић — Олимпијски сан[1]
- 2018 — За децу млађег узраста: Бојан Љубеновић — Луна, мала тенисерка[8]
- 2018 — За децу старијег узраста: Бранка Трифуновић — Ја, Алексија[8]
- 2019 — За децу млађег узраста: Симеон Маринковић — На крилима радости и Јасминка Петровић О дугмету и срећи[9]
- 2019 — За децу старијег узраста: Градимир Стојковић — Пета девојчица Марија и Данијела Костић — О љубави и другим моронима[9]
- 2020 — За децу млађег узраста: Гордана Малетић — Лутања баштенских патуљака
- 2020 — За децу старијег узраста: /
- 2021 — За децу млађег узраста: Слободан Станишић — Љуба хајдук—Вукосава
- 2021 — За децу старијег узраста: Виолета Јовић — Кад порастем бићу баба
- 2022 — За децу млађег узраста: /
- 2022 — За децу старијег узраста: /